# TFF 1. Lig 2014/15
Die TFF 1. Lig 2014/15 ist die 52. Spielzeit der zweithöchsten türkischen Spielklasse im Männer-Fußball. Sie begann am 29. August 2014 mit dem 1. Spieltag und endete am 5. Juni 2015 mit dem Play-off-Finale.

## Teilnehmer
Zu Saisonbeginn waren zu den, von der vorherigen Saison verbleibenden 12 Mannschaften, die drei Absteiger aus der erstklassigen Süper Lig Elazığspor, Medical Park Antalyaspor, Kayserispor und die drei Aufsteiger aus der drittklassigen TFF 2. Lig Altınordu Izmir, Giresunspor, Alanyaspor hinzugekommen.
Der Erstligaabsteiger Elazığspor kehrte damit nach zweijähriger Erstligazugehörigkeit wieder in die 1. Lig zurück, wohingegen Antalyaspor nach siebenjähriger und Kayserispor nach elfjähriger Erstligazugehörigkeit wieder an der zweithöchsten türkischen Spielklasse teilnahmen. Der Aufsteiger Altınordu Izmir kehrte nach 24-jähriger, Giresunspor nach zweijähriger und Alanyaspor nach 17-jähriger Abstinenz wieder in die TFF 1. Lig zurück.
Nachdem in der Vorsaison durch die gerichtlich erzwungene Teilnahme von Ankaraspor (im August 2014 in Osmanlıspor FK umbenannt) die Teilnehmerzahl auf 19 angestiegen wurde, wurde die Teilnehmerzahl durch einen zusätzlichen Absteiger zur Saison 2014/15 wieder auf 18 reduziert.
| Şanlıurfaspor |

| Adanaspor, Adana Demirspor |

| Denizlispor |

| Altınordu, Bucaspor, Karşıyaka |

| Gaziantep BB |

| Manisaspor |

| Kayserispor |

| Antalyaspor |

| Albimo Alanyaspor |

| Boluspor |

| Elazığspor |

| Giresunspor |

| Osmanlıspor FK |

| Orduspor |

| Samsunspor |

## Saisonverlauf

### Ligaphase
Der Erstligaabsteiger Orduspor hatte über die gesamte Saison erhebliche finanzielle Probleme zu bewältigen und verlor vor Saisonbeginn und anschließend im Saisonverlauf einen Großteil seines Kaders. Diese Situation machte sich auch auf die Mannschaftsleistung bemerkbar. So rutschte der Klub relativ frühzeitig auf den letzten Tabellenplatz und beendete die Hinrunde als Tabellenschlusslicht. Nachdem auch in der Rückrunde keine Wende erreicht wurde, stand der Verein durch die 2:0-Auswärtsniederlage gegen Bucaspor am 29. Spieltag als erster Absteiger fest.
Der Erstligaabsteiger Kayserispor löste gegen Ende der Hinrunde Osmanlıspor FK als Tabellenführer ab und sicherte sich die Herbstmeisterschaft. Am 31. Spieltag, drei Spieltage vor Saisonende, sicherte sich der Klub durch ein 0:0-Auswärtsremis gegen Antalyaspor vorzeitig den direkten Wiederaufstieg in die Süper Lig und am 33. Spieltag die Meisterschaft der TFF 1. Lig.
Am 33. Spieltag sicherte sich der Hauptstadtklub Osmanlıspor FK die Vizemeisterschaft der Liga und damit den letzten direkten Aufstiegsplatz. Dadurch stieg der Verein, der bereits unter seinem früheren Namen Ankaraspor bekannt war, wieder in die Süper Lig auf.

### Play-off-Phase
Adana Demirspor sicherte sich bereits am 33. Spieltag die Teilnahme für die Play-offs. Die übrigen drei Play-off-Plätze standen erst am letzten Spieltag fest. So qualifizierten neben Adana Demirspor, Albimo Alanyaspor, Antalyaspor und Samsunspor für die Play-offs.
Die Termine der Play-off-Spiele wurden am 19. Mai 2015 festgelegt. Demnach fanden die Hinspiele der Halbfinalbegegnungen am 28. Mai und die Rückspiele am 1. Juni statt. Das Finale zwischen Samsunspor und Antalyaspor wurde am 5. Juni 2015 im Istanbuler Başakşehir Fatih Terim Stadı ausgetragen.

## Besondere Vorkommnisse
- Der Verein Ankaraspor änderte seinen Namen vor Saisonbeginn in Osmanlıspor FK um.[9]
- Der Aufsteiger Alanyaspor unterschrieb mit dem Unternehmen Albimo einen Sponsoringvertrag. Danach wird der Klub neben der Trikotwerbung auch für die Vertragsdauer den Firmennamen in seinem Vereinsnamen mitführen und demzufolge Albimo Alanyaspor heißen.[10]
- Samsunspor wurde auf Anweisung der FIFA wegen ausstehender Gehaltszahlungen an seinen früheren Spieler Ben Ofosu Piasare drei Punkte abgezogen.[11]

## Statistiken

### Abschlusstabelle
| Pl. | Verein                | Sp. | S  | U  | N  | Tore    | Diff. | Punkte |
| --- | --------------------- | --- | -- | -- | -- | ------- | ----- | ------ |
| 1.  | Kayserispor (A)       | 34  | 21 | 9  | 4  | 061:240 | +37   | 72     |
| 2.  | Osmanlıspor FK        | 34  | 18 | 12 | 4  | 064:290 | +35   | 66     |
| 3.  | Albimo Alanyaspor (N) | 34  | 17 | 6  | 11 | 055:480 | +7    | 57     |
| 4.  | Adana Demirspor       | 34  | 16 | 8  | 10 | 057:480 | +9    | 56     |
| 5.  | Antalyaspor (A)       | 34  | 15 | 10 | 9  | 056:430 | +13   | 55     |
| 6.  | Samsunspor°           | 34  | 15 | 13 | 6  | 048:300 | +18   | 55     |
| 7.  | Altınordu Izmir (N)   | 34  | 15 | 9  | 10 | 060:390 | +21   | 54     |
| 8.  | Şanlıurfaspor         | 34  | 13 | 13 | 8  | 041:290 | +12   | 52     |
| 9.  | Karşıyaka SK          | 34  | 13 | 6  | 15 | 049:570 | −8    | 45     |
| 10. | Boluspor              | 34  | 11 | 11 | 12 | 047:400 | +7    | 44     |
| 11. | Giresunspor (N)       | 34  | 9  | 17 | 8  | 031:360 | −5    | 44     |
| 12. | Elazığspor (A)        | 34  | 11 | 9  | 14 | 042:450 | −3    | 42     |
| 13. | Gaziantep BB          | 34  | 10 | 11 | 13 | 038:470 | −9    | 41     |
| 14. | Adanaspor             | 34  | 10 | 9  | 15 | 042:540 | −12   | 39     |
| 15. | Denizlispor           | 34  | 8  | 9  | 17 | 038:510 | −13   | 33     |
| 16. | Manisaspor            | 34  | 10 | 3  | 21 | 042:600 | −18   | 33     |
| 17. | Bucaspor              | 34  | 7  | 11 | 16 | 039:670 | −28   | 32     |
| 18. | Orduspor              | 34  | 3  | 2  | 29 | 019:900 | −71   | 11     |

Platzierungskriterien: 1. Punkte – 2. Direkter Vergleich (Punkte, Tordifferenz, geschossene Tore) – 3. Tordifferenz – 4. geschossene Tore

|     | Direkter Aufstieg in die Süper Lig     |
|     | Play-off-Sieger und letzter Aufsteiger |
|     | Teilnahmeplatz für die Play-offs       |
|     | Abstieg in die TFF 2. Lig              |
| (A) | Absteiger aus der Süper Lig            |
| (N) | Neuling aus der TFF 2. Lig             |

- ° Samsunspor wurde auf Anweisung der FIFA wegen ausstehender Gehaltszahlungen an seinen früheren Spieler Ben Ofosu Piasare drei Punkte abgezogen.

### Kreuztabelle
Die Kreuztabelle stellt die Ergebnisse aller Spiele dieser Saison dar. Die Heimmannschaft ist in der linken Spalte, die Gastmannschaft in der oberen Zeile aufgelistet.
| 2014/15           | Elazığspor | Antalyaspor |     | Samsunspor | Osmanlıspor FK | Orduspor | Manisaspor | Karsiyaka SK | Bucaspor | Denizlispor | Şanlıurfaspor | Adanaspor | Adana Demirspor | Gaziantep BB | Boluspor | Altınordu Izmir | Giresunspor | Alanyaspor |
| ----------------- | ---------- | ----------- | --- | ---------- | -------------- | -------- | ---------- | ------------ | -------- | ----------- | ------------- | --------- | --------------- | ------------ | -------- | --------------- | ----------- | ---------- |
| Elazığspor        |            | 3:1         | 0:3 | 0:0        | 0:3            | 3:0      | 2:0        | 1:2          | 2:0      | 2:1         | 1:1           | 0:0       | 2:1             | 0:1          | 1:0      | 2:1             | 1:2         | 2:0        |
| Antalyaspor       | 2:1        |             | 2:0 | 3:1        | 3:4            | 1:2      | 1:0        | 2:2          | 2:1      | 2:1         | 1:0           | 0:1       | 1:1             | 3:0          | 1:1      | 2:3             | 1:0         | 0:4        |
| Kayserispor       | 1:0        | 0:0         |     | 1:1        | 3:1            | 2:0      | 2:1        | 2:1          | 5:1      | 3:0         | 3:0           | 3:1       | 3:3             | 0:0          | 3:0      | 1:0             | 4:0         | 2:0        |
| Samsunspor        | 1:1        | 2:1         | 2:0 |            | 2:2            | 1:0      | 1:0        | 4:0          | 5:3      | 2:1         | 0:0           | 1:1       | 0:1             | 1:4          | 3:2      | 1:1             | 0:0         | 1:0        |
| Osmanlıspor FK    | 4:0        | 2:2         | 0:0 | 0:0        |                | 3:0      | 3:0        | 3:1          | 5:1      | 0:0         | 0:0           | 2:0       | 2:0             | 2:2          | 3:1      | 1:1             | 4:0         | 1:2        |
| Orduspor          | 1:6        | 1:4         | 0:1 | 1:4        | 0:2            |          | 1:6        | 0:0          | 1:3      | 2:1         | 0:5           | 0:0       | 0:6             | 0:2          | 0:2      | 2:3             | 0:3         | 1:2        |
| Manisaspor        | 1:0        | 3:3         | 2:1 | 1:3        | 0:2            | 1:0      |            | 0:2          | 5:0      | 2:1         | 1:2           | 2:1       | 2:0             | 0:2          | 1:2      | 1:6             | 4:1         | 0:3        |
| Karsiyaka SK      | 2:1        | 1:1         | 2:1 | 1:2        | 1:1            | 6:0      | 3:0        |              | 1:0      | 2:2         | 0:1           | 2:1       | 6:5             | 5:2          | 0:5      | 0:5             | 0:1         | 1:0        |
| Bucaspor          | 3:0        | 0:3         | 0:3 | 0:0        | 1:1            | 2:0      | 1:1        | 0:2          |          | 3:2         | 0:0           | 2:2       | 5:3             | 1:1          | 3:2      | 1:1             | 1:1         | 2:3        |
| Denizlispor       | 1:1        | 0:2         | 1:3 | 1:2        | 2:2            | 5:1      | 2:0        | 2:0          | 2:1      |             | 1:0           | 2:1       | 3:4             | 0:0          | 0:3      | 1:2             | 0:0         | 0:1        |
| Şanlıurfaspor     | 1:1        | 2:3         | 2:3 | 1:1        | 1:1            | 2:1      | 1:0        | 1:0          | 4:0      | 2:0         |               | 2:1       | 2:3             | 2:0          | 2:1      | 2:1             | 1:1         | 1:1        |
| Adanaspor         | 4:3        | 1:4         | 0:0 | 2:1        | 1:1            | 2:4      | 3:2        | 3:1          | 0:1      | 2:0         | 1:1           |           | 2:1             | 3:2          | 0:2      | 0:3             | 0:2         | 3:0        |
| Adana Demirspor   | 2:1        | 1:1         | 1:2 | 0:0        | 1:0            | 1:0      | 1:1        | 2:1          | 2:0      | 1:1         | 1:0           | 1:0       |                 | 3:3          | 1:0      | 0:5             | 1:1         | 3:1        |
| Gaziantep BB      | 2:2        | 1:0         | 0:1 | 0:3        | 3:1            | 2:0      | 2:0        | 2:0          | 0:0      | 1:2         | 0:1           | 1:1       | 1:0             |              | 1:1      | 3:1             | 1:1         | 0:2        |
| Boluspor          | 0:0        | 0:2         | 2:2 | 0:0        | 3:1            | 3:1      | 4:0        | 0:0          | 2:2      | 0:1         | 0:0           | 3:1       | 0:3             | 3:1          |          | 0:0             | 2:2         | 0:3        |
| Altınordu Izmir   | 3:0        | 3:1         | 0:2 | 1:1        | 0:1            | 3:0      | 1:0        | 0:3          | 1:0      | 1:1         | 1:0           | 3:1       | 1:3             | 3:0          | 1:2      |                 | 1:1         | 1:1        |
| Giresunspor       | 1:1        | 1:1         | 0:0 | 0:4        | 1:2            | 1:0      | 2:1        | 2:0          | 1:1      | 2:0         | 0:0           | 0:0       | 0:1             | 0:0          | 0:0      | 1:1             |             | 1:2        |
| Albimo Alanyaspor | 0:2        | 0:0         | 1:1 | 1:0        | 1:3            | 2:0      | 3:2        | 5:1          | 4:0      | 1:1         | 1:1           | 2:3       | 1:0             | 3:0          | 0:3      | 4:2             | 1:2         |            |

## Play-offs
Halbfinale
- Hinspiele: 28. Mai 2015
- Rückspiele: 1. Juni 2015

|             | Gesamt |                   | Hinspiel | Rückspiel |
| ----------- | ------ | ----------------- | -------- | --------- |
| Samsunspor  | 9:1    | Albimo Alanyaspor | 5:1      | 4:0       |
| Antalyaspor | 3:2    | Adana Demirspor   | 3:0      | 0:2       |

Finale
| Samsunspor                                                           | Samsunspor | Antalyaspor | Antalyaspor |
| -------------------------------------------------------------------- | --- | --- | ----------- |
| Samsunspor                                                           | \| Relegations-Finale \| \| 5. Juni 2015 um 19:00 Uhr in Istanbul (Başakşehir Fatih Terim Stadı) \| \| Ergebnis: 2:2 n. V. (1:1, 0:1), 1:4 i. E. \| \| Schiedsrichter: Halis Özkahya (Kütahya) \| \| Spielbericht \|                             | \| Relegations-Finale \| \| 5. Juni 2015 um 19:00 Uhr in Istanbul (Başakşehir Fatih Terim Stadı) \| \| Ergebnis: 2:2 n. V. (1:1, 0:1), 1:4 i. E. \| \| Schiedsrichter: Halis Özkahya (Kütahya) \| \| Spielbericht \|                        | Antalyaspor |
| Samsunspor                                                           | Soner Şahin – Ahmet Burak Solakel, Tuna Üzümcü, Sezer Özmen, Murat Akyüz – Chikeluba Ofoedu, Musa Aydın (60. Recep Niyaz), Hasan Kılıç (109. Zafer Özden), Mustafa Sevgi (52. Eren Tozlu), Taha Yalçıner – Mbilla Etame Cheftrainer: Erhan Altın | Sašo Fornezzi – Sakıb Aytaç, Can Arat, Lokman Gör, Ömer Kandemir – Gökhan Karadeniz (63. Oğuz Mataracı), Osman Çelik, Sezer Badur, Erman Kılıç (105. Adem Alkaşi), Emrah Başsan – Lamine Diarra (115. Ahmet Aras) Cheftrainer: Yusuf Şimşek | Antalyaspor |
| Samsunspor                                                           | 1:1 Mbilla Etame (72.) 2:2 Mbilla Etame (107.) | 0:1 Lamine Diarra (29.) 1:2 Oğuz Mataracı (101.) | Antalyaspor |
| Samsunspor                                                           | Elfmeterschießen | | Antalyaspor |
| Samsunspor                                                           | Recep Niyaz verschießt Sezer Özmen verschießt 1:3 Murat Akyüz | 0:1 Lokman Gör 0:2 Adem Alkaşi 0:3 Emrah Başsan 1:4 Ömer Kandemir | Antalyaspor |
| Samsunspor                                                           | Mbilla Etame (16.), Murat Akyüz (64.), Taha Yalçıner (86.), Recep Niyaz (104.), Zafer Özden (115.) | Ömer Kandemir (18.), Gökhan Karadeniz (24.), Oğuz Mataracı (90.), Osman Çelik (104.), Can Arat (118.) | Antalyaspor |
| Samsunspor                                                           | Taha Yalçıner (90.), Mbilla Etame (120.) | | Antalyaspor |
| Samsunspor                                                           | Sezer Badur (78.) | | Antalyaspor |
| Samsunspor                                                           | Antalyaspor ist durch diesen Sieg in die Süper Lig aufgestiegen. | | Antalyaspor |
| Relegations-Finale                                                   | | |             |
| 5. Juni 2015 um 19:00 Uhr in Istanbul (Başakşehir Fatih Terim Stadı) | | |             |
| Ergebnis: 2:2 n. V. (1:1, 0:1), 1:4 i. E.                            | | |             |
| Schiedsrichter: Halis Özkahya (Kütahya)                              | | |             |
| Spielbericht                                                         | | |             |

## Torschützenliste
Bei gleicher Anzahl von Treffern sind die Spieler alphabetisch geordnet.
| Pl.             | Name                | Mannschaft        | Tore |
| --------------- | ------------------- | ----------------- | ---- |
| 01.             | Jonathan Ayité      | Albimo Alanyaspor | 19   |
| 02.             | Mert Nobre          | Kayserispor       | 16   |
| 02.             | Aleksandar Prijović | Boluspor          | 16   |
| 03.             | Lamine Diarra       | Antalyaspor       | 15   |
| 03.             | Muhammet Reis       | Osmanlıspor FK    | 15   |
| 03.             | Göksu Türkdoğan     | Altınordu Izmir   | 15   |
| 03.             | Tiago Bezerra       | Adanaspor         | 15   |
| 04.             | İskender Alın       | Bucaspor          | 14   |
| Quelle: tff.org |                     |                   |      |

## Trainer
| Verein            | Trainer           | im Amt seit  |
| ----------------- | ----------------- | ------------ |
| Adanaspor         | Eyüp Arın         | 26. Spieltag |
| Adana Demirspor   | Ünal Karaman      | 1. Spieltag  |
| Albimo Alanyaspor | Hüseyin Kalpar    | 13. Spieltag |
| Altınordu Izmir   | Hüseyin Eroğlu    | 1. Spieltag  |
| Antalyaspor       | Yusuf Şimşek      | 22. Spieltag |
| Boluspor          | Reha Erginer      | 1. Spieltag  |
| Bucaspor          | Levent Eriş       | 28. Spieltag |
| Denizlispor       | Mehmet Altıparmak | 20. Spieltag |
| Elazığspor        | Bayram Bektaş     | 31. Spieltag |

| Verein         | Trainer           | im Amt seit  |
| -------------- | ----------------- | ------------ |
| Gaziantep BB   | Hakan Kutlu       | 8. Spieltag  |
| Giresunspor    | Erkan Sözeri      | 8. Spieltag  |
| Karşıyaka SK   | Rıza Tuyuran      | 29. Spieltag |
| Kayserispor    | Cüneyt Dumlupınar | 5. Spieltag  |
| Manisaspor     | Taner Taşkın      | 7. Spieltag  |
| Orduspor       | Hüseyin Özcan     | 20. Spieltag |
| Osmanlıspor FK | Uğur Tütüneker    | 17. Spieltag |
| Samsunspor     | Erhan Altın       | 1. Spieltag  |
| Şanlıurfaspor  | Osman Özköylü     | 20. Spieltag |

### Trainerwechsel vor der Saison
| Verein          | Trainer                       | Grund             | Datum           | Nachfolger          |
| --------------- | ----------------------------- | ----------------- | --------------- | ------------------- |
| Şanlıurfaspor   | Hüseyin Dağ                   | Vertragsende      | 4. Juni 2014    | Cihat Arslan        |
| Elazığspor      | Okan Buruk                    | Vertragsauflösung | 4. Juni 2014    | Ömer Faruk Gökçe    |
| Manisaspor      | Kemal Özdeş                   | Vertragsende      | 31. Mai 2014    | Tahir Karapınar     |
| Gaziantep BB    | Mehmet Polat Bülent Bölükbaşı | Vertragsende      | 7. Juni 2014    | Nurullah Sağlam     |
| Antalyaspor     | Fuat Çapa                     | Vertragsauflösung | 13. Juni 2014   | Engin Korukır       |
| Bucaspor        | Mustafa Bahadır               | Vertragsende      | 16. Juni 2014   | Sait Karafırtınalar |
| Orduspor        | Hüsnü Özkara                  | Vertragsende      | 18. Juni 2014   | Fikret Yılmaz       |
| Samsunspor      | Hüseyin Kalpar                | Vertragsende      | 31. Mai 2014    | Erhan Altın         |
| Kayserispor     | Ertuğrul Seçme                | Vertragsende      | 31. Mai 2014    | Mutlu Topçu         |
| Adana Demirspor | Ercan Albay                   | Vertragsende      | 31. Mai 2014    | Ünal Karaman        |
| Elazığspor      | Ömer Faruk Gökçe              | Vertragsauflösung | 9. August 2014  | Ümit Özat           |
| Boluspor        | Yılmaz Özen                   | Interimslösung    | 13. August 2014 | Reha Erginer        |

### Trainerwechsel während der Saison
| Verein            | Trainer             | Grund             | Datum              | Nachfolger          |
| ----------------- | ------------------- | ----------------- | ------------------ | ------------------- |
| Kayserispor       | Mutlu Topçu         | Vertragsauflösung | 29. September 2014 | Cüneyt Dumlupınar   |
| Orduspor          | Fikret Yılmaz       | Rücktritt         | 1. Oktober 2014    | Erkan Sözeri        |
| Orduspor          | Erkan Sözeri        | Rücktritt         | 16. Oktober 2014   | Sebahattin Akbayrak |
| Gaziantep BB      | Nurullah Sağlam     | Rücktritt         | 25. Oktober 2014   | Hakan Kutlu         |
| Manisaspor        | Tahir Karapınar     | Entlassung        | 21. Oktober 2014   | Taner Taşkın        |
| Giresunspor       | Mehmet Birinci      | Vertragsauflösung | 28. Oktober 2014   | Erkan Sözeri        |
| Orduspor          | Sebahattin Akbayrak | Rücktritt         | 7. November 2014   | Levent Devrim       |
| Antalyaspor       | Engin Korukır       | Vertragsauflösung | 8. November 2014   | Hami Mandıralı      |
| Orduspor          | Levent Devrim       | Rücktritt         | 24. November 2014  | Ziya Doğan          |
| Albimo Alanyaspor | Mehmet Altıparmak   | Rücktritt         | 2. Dezember 2014   | Hüseyin Kalpar      |
| Osmanlıspor FK    | Osman Özköylü       | Vertragsauflösung | 23. Dezember 2014  | Yılmaz Vural        |
| Osmanlıspor FK    | Yılmaz Vural        | Vertragsauflösung | 9. Januar 2015     | Uğur Tütüneker      |
| Adanaspor         | Levent Eriş         | Rücktritt         | 9. Januar 2015     | Güvenç Kurtar       |
| Bucaspor          | Sait Karafırtınalar | Rücktritt         | 21. Januar 2015    | Mustafa Bahadır     |
| Orduspor          | Ziya Doğan          | Rücktritt         | 10. Februar 2015   | Hüseyin Özcan       |
| Denizlispor       | Özcan Bizati        | Rücktritt         | 23. Januar 2015    | Engin İpekoğlu      |
| Şanlıurfaspor     | Cihat Arslan        | Rücktritt         | 10. Februar 2015   | Osman Özköylü       |
| Denizlispor       | Engin İpekoğlu      | Rücktritt         | 15. Februar 2015   | Mehmet Altıparmak   |
| Karşıyaka SK      | Yusuf Şimşek        | Rücktritt         | 23. Februar 2015   | Ayhan Akman         |
| Antalyaspor       | Hami Mandıralı      | Entlassung        | 23. Februar 2015   | Yusuf Şimşek        |
| Adanaspor         | Güvenç Kurtar       | Rücktritt         | 27. März 2015      | Eyüp Arın           |
| Bucaspor          | Mustafa Bahadır     | Rücktritt         | 15. April 2015     | Levent Eriş         |
| Karşıyaka SK      | Ayhan Akman         | Rücktritt         | 20. April 2015     | Rıza Tuyuran        |
| Elazığspor        | Ümit Özat           | Rücktritt         | 30. April 2015     | Bayram Bektaş       |

## Die Meistermannschaft von Kayserispor
| Kayserispor |
| - Tor: Kayacan Erdoğan (5 Spiel/kein Tor); Kamran Ağayev (6/-); Serdar Kulbilge (6/-); Hakan Arıkan (16/-)1; Umut Kaya (-/-)1 - Abwehr: Serkan Kurtuluş (10/-); Ahmet Özcan (-/-)1; Cüneyt Köz (2/-); Henrique Sereno (19/1); Marko Simić (23/3); Berkay Değirmencioğlu (11/-); Cemil Adıcan (15/-); Çağlar Birinci (9/2)1; Mehmet Tatlı (11/-)1 - Mittelfeld: Okay Yokuşlu (30/4); İbrahim Dağaşan (26/1); Abdullah Durak (30/-); Anıl Taşdemir (26/3); Yener Arıca (5/-); Srđan Mijailović (7/-); Turgut Şahin (27/5); Alper Uludağ (26/-); Murat Akın (13/2); Cem Can (14/-); Mehmet Eren Boyraz (28/3); Barış Özbek (6/-) - Angriff: Bobo (18/9); Mert Nobre (25/16); Sinan Bakış (1/-); Cem Ekinci (2/-); Diego Biseswar (30/5); Ömer Bayram (24/4) - Trainer: Cüneyt Dumlupınar 1Hakan Arıkan, Umut Kaya und Ahmet Özcan verließen den Klub im Saisonverlauf |

## Spielstätten
| Verein          | Stadion                  | Kapazität |                   | Verein                     | Stadion | Kapazität |
| Kayserispor     | Kayseri Kadir Has Stadı  | 32.864    | Denizlispor       | Denizli Atatürk Stadı      | 15.427  |           |
| Şanlıurfaspor   | Şanlıurfa GAP Stadı      | 28.965    | Elazığspor        | Elazığ Atatürk Stadı       | 13.923  |           |
| Osmanlıspor     | Osmanlı Stadyumu         | 0020.000  | Giresunspor       | Giresun Atatürk Stadı      | 12.191  |           |
| Gaziantep BB    | Kâmil Ocak Stadı         | 16.981    | Orduspor          | Ordu 19 Eylül Stadı        | 11.024  |           |
| Manisaspor      | Manisa 19 Mayıs Stadı    | 16.597    | Albimo Alanyaspor | Alanya Oba Stadı           | 10.842  |           |
| Altınordu Izmir | Manisa 19 Mayıs Stadı    | 16.597    | Boluspor          | Bolu Atatürk Stadı         | 08.881  |           |
| Samsunspor      | Samsun 19 Mayıs Stadı    | 16.480    | Karşıyaka SK      | Buca Arena                 | 08.801  |           |
| Adana Demirspor | 5 Ocak Fatih Terim Stadı | 16.095    | Bucaspor          | Buca Arena                 | 08.801  |           |
| Adanaspor       | 5 Ocak Fatih Terim Stadı | 16.095    | Antalyaspor       | Akdeniz Üniversitesi Stadı | 07.083  |           |

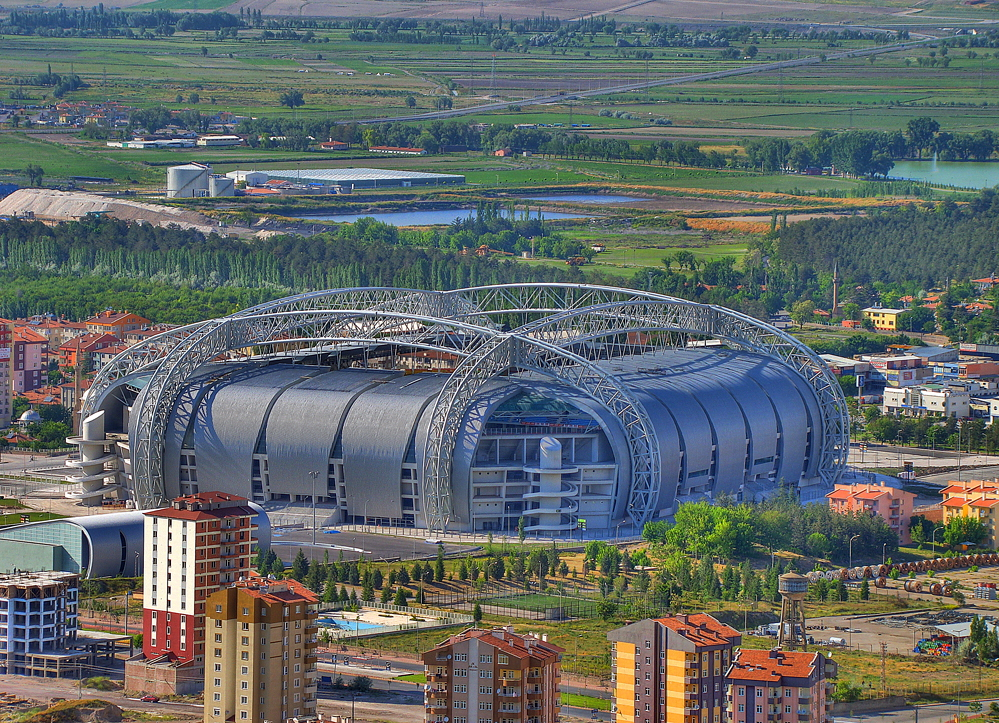
Kayseri Kadir Has Stadı
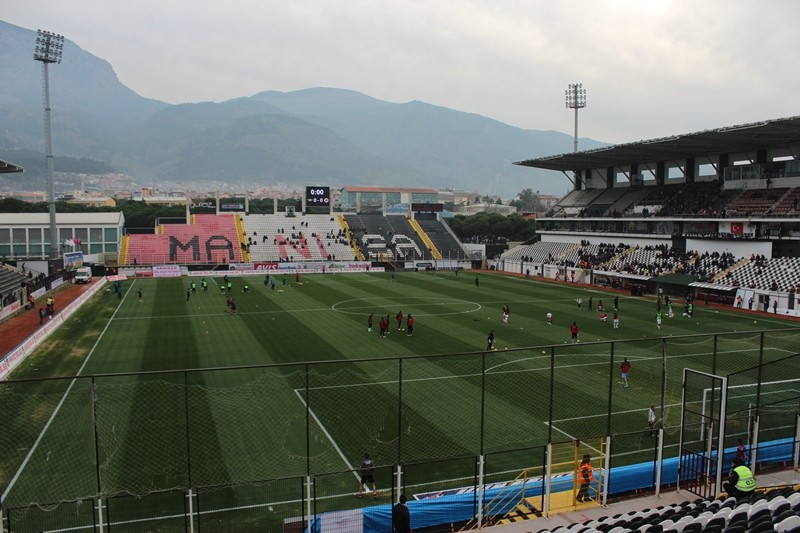
Manisa 19 Mayıs Stadı
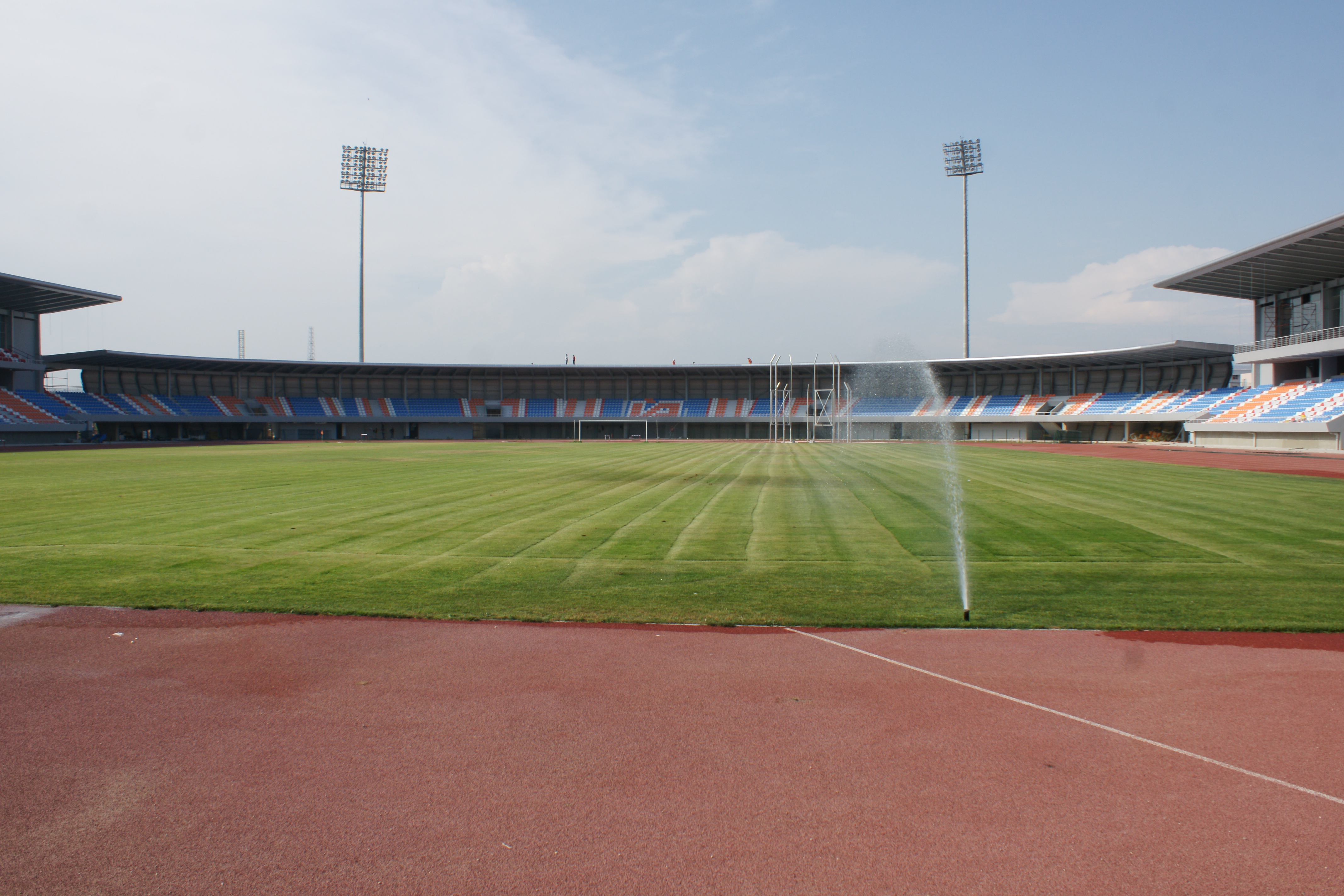
Akdeniz Üniversitesi Stadı
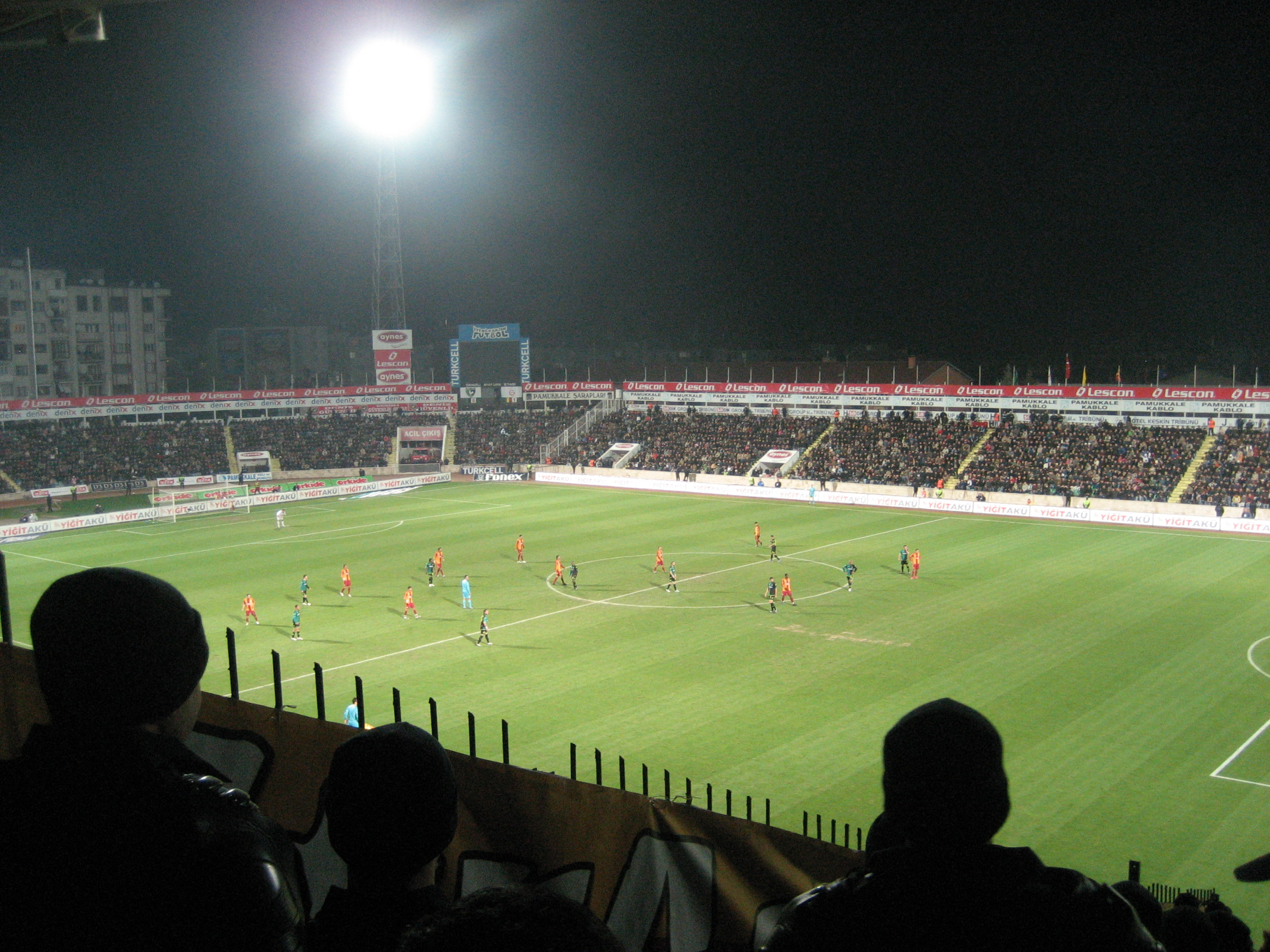
Denizli Atatürk Stadı
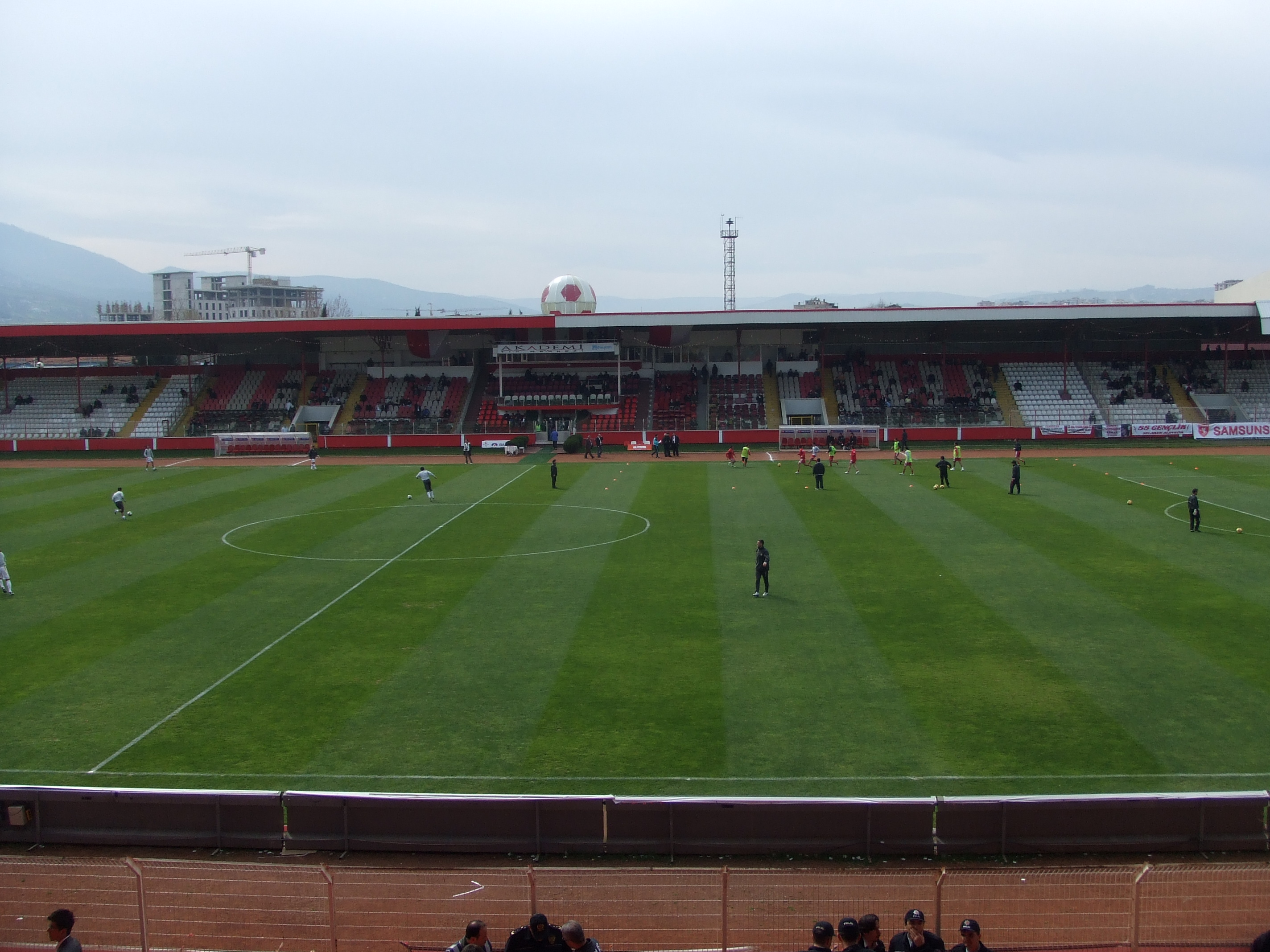
Samsun 19 Mayıs Stadı